# Isolachus
Isolachus is een geslacht van hooiwagens uit de familie Pentanychidae.
De wetenschappelijke naam Isolachus is voor het eerst geldig gepubliceerd door Briggs in 1971. 

## Soorten
Isolachus is monotypisch en omvat slechts de volgende soort:
- Isolachus spinosus